# Муму
„Муму“ (на руски: Муму) е съветски филм от 1959 година, заснет от Мосфилм по мотиви от едноименната повест на Иван Тургенев.

## Сюжет
Русия през XIX век. Герасим (Афанасий Кочетков), много здрав физически, но глухоням селянин, напуска родното си място и заминава за Москва, за да работи като хамалин при Татяна (Нина Гребешкова), богато момиче от висшето общество. Градския живот не му понася до момента, в който не открива утеха в едно малко кученце, което спасява и припознава като свое.

## В ролите
- Афанасий Кочетков като Герасим
- Елена Полевицкая като дамата на сърцето му
- Нина Гребешкова като Татяна
- Игор Безяев като Капитон
- Иван Рийжов като Гаврило Андреич
- Евгений Тетерин като Харитон
- Леонид Кмит като Степан
- Генадий Сайфулин като пощальона
- Варвара Мясникова като Любимовна
- Александра Денисова като почтенната жена
- Инна Фьодорова като Устиня, съпругата на Гаврило Андреич
- Гавриил Белов като Потап, кочияша
- Алексей Добронравов като чичо Хвост
- Елена Волская като готвачката
- Алевтина Румянцева като перачката